# Nizami Pashayev
Pour les articles homonymes, voir Nizami (homonymie).
Nizami Pashayev est un haltérophile azerbaïdjanais. Il a gagné deux titres de champion du monde et un titre de champion d'Europe en soulevant 402 kg.

## Biographie
En 2005, Pashayev est suspendu après avoir été contrôlé positif à un test de dopage. Il perd son titre européen et reçoit une amende de 2 400 US$. La suspension de Pashayev s'est terminée en mai 2008.